# Петер Ґренінґ
Петер Ґренінґ (нім. Peter Gröning, 29 квітня 1939 — 16 серпня 2023) — німецький велогонщик.
Срібний призер Олімпійських Ігор 1960 року в командній гонці переслідування.